# مؤسسة الاستثمار اليابانية
مؤسسة الاستثمار اليابانية (株式会社産業革新投資機構، Kabushikigaisha sangyō kakushin tōshi kikō )، والمختصرة ب ( JIC )، هي صندوق ثروة سيادية ياباني. وهي شركة مرخصة من قبل وزارة الاقتصاد والتجارة والصناعة في اليابان (METI). 
في عام 2021، وفقًا لـ أس&بي جلوبال لإستخبارات السوق و برقين ، تم تصنيف ذراع الأسهم الخاصة التابعة لها، جيه آي سي كابيتال، على أنها خامس أكبر شركة أسهم خاصة في العالم بناءً على إجمالي جمع التبرعات خلال أحدث فترة خمس سنوات. 

## روابط خارجية
- الموقع الرسمي